# Rolls-Royce/JAEC RJ500
Le Rolls-Royce/JAEC RJ500 est un turboréacteur à double flux à haut taux de dilution développé vers 1980 par Rolls-Royce en association avec Japanese Aero Engines Corporation. Le programme est mené jusqu'à une campagne d'essai au sol, mais, faute d'engagement de la part de clients, le moteur n'a jamais volé. 

## Développement
Le RJ500 est un réacteur d'une poussée de 89 kN, il vise le marché des avions à simple couloir court- et moyen-courier : le consortium le propose pour les programmes Boeing 737, Fokker F29, McDonnell Douglas MD-80 et Airbus A320. 